# Farid Berrhama
Farid Berrhama (Spitzname: «le rôtisseur» Der Röster; * 1966; † 2006 in Marseille) war ein französischer Krimineller und Führer einer der größten Drogenbanden in Marseille.

## Aktivitäten
Nach der Ermordung des Marseillers Gangsterbosses Francis Vanverberghe („Der Belgier“) im Jahr 2000 stieg Farid Berrhama zum Führer der Mafia in Marseille auf. Berrhama stammt aus Nordafrika und seine Bande rekrutierte sich ebenfalls vor allem aus Nordafrikanern. Er betätigte sich neben dem Drogenschmuggel und Drogenverkauf im Bereich Glücksspiel und in der Schutzgelderpressung bei Barbesitzern.
Bekannt wurde Berrhama unter anderem, weil er seine Rivalen und Feinde brutal ermorden ließ. Es kam zu Hinrichtungen auf offener Straße. Ermordete wurden häufig verbrannt, um ihre Identität zu verbergen. Die Revierkämpfe wurden teilweise mit Kriegswaffen ausgetragen.
Berrhama kam zu Tode durch den Überfall eines Tötungskommandos im April 2006. Während er in einer Brasserie ein Europacupspiel schaute, fuhren acht bis zehn Killer in drei Autos vor und feuerten auf Berrhama und andere Anwesende. Nach der Attacke waren Berrhama und zwei seiner Leutnants tot.